# 532
Évszázadok: 5. század – 6. század – 7. század
Évtizedek: 480-as évek – 490-es évek – 500-as évek – 510-es évek – 520-as évek – 530-as évek – 540-es évek – 550-es évek – 560-as évek – 570-es évek – 580-as évek
Évek: 527 – 528 – 529 – 530 –  531 – 532 – 533 – 534 – 535 – 536 – 537

## Események

### Bizánci Birodalom
- Konstantinápoly népe követeli az előző évi zavargások miatt bebörtönözöttek szabadon bocsátását. Január 13-án kitör a Nika-lázadás: a zöld és kék kocsiversenyző-párt tagja egyesítik erőiket a Hippodromban és Iusztinianosz császár ellen fordulnak. Öt napon át folynak a zavargások a városban, tűzvészek keletkeznek és Konstantinápoly jelentős része - közte a Hagia Szophia székesegyház - elpusztul. A lázadók Anasztasziosz császár unokaöccsét, Hüpatioszt császárrá kiáltják ki. Iusztinianosz el akar menekülni a városból, de felesége, Theodóra visszatartja. A császár titokban lefizeti a kékek pártját, majd amikor azok hazamennek, katonákkal mészároltatja le válogatás nélkül a Hippodromban összegyűlt lázadókat. A vérengzésnek állítólag 30 ezer áldozata van. Hüpatioszt kivégzik.
- Iusztinianosz elkezdi az új, elődjénél nagyobb és fenségesebb Hagia Szophia építését. Az épületet Milétoszi Iszidórosz és Tralleiszi Anthemiosz tervezi, a munkálatokban 10 ezer munkás vesz részt.
- A belső bajokkal lefoglalt Iusztinianosz és Huszrau szászánida sah "örök békét" kötnek, lezárva az ibériai háborút. A határok változatlanok maradnak, Bizánc 110 ezer font aranyat fizet a perzsáknak a Kaukázuson át betörő északi barbárok elleni közös védekezés címszavával.

### Európa
- I. Clothar és I. Childebert frank királyok betörnek a Burgund Királyságba, Autun mellett legyőzik a burgund sereget és megszállják a várost.
- Clothar és Childebert saját kezűleg meggyilkolják unokaöccseiket, Theodebaldot és Gunthart (csatában meghalt fivérük, Chlodomer fiait), hogy megszerezzék örökségüket. A harmadik fiút, Clodoaldot sikerül délre menekíteni, ahol szerzetesnek áll és lemond királyi örökségéről.
- Meghal II. Bonifatius pápa. Ebben az évben még nem választják meg utódját.

### Kína
- Északi Vejben a lázadó Kao Huan hadvezér legyőzi a hatalmat az előző évben megkaparintó Ercsu klánt. Azok a fővárosba, Lojangba menekülnek, de ott újabb felkelés tör ki, elfogják és megölik a család prominens képviselőit. Kao Huan eddig Jüan Langot ismerte el császárként, de úgy véli hogy származása nem eléggé előkelő, ezért egy korábbi császár unokáját, Jüan Hsziut kiáltja ki császárra, aki a Hsziaovu uralkodói nevet veszi fel. Jüan Langot előbb hercegi címmel vigasztalja, majd inkább megöleti. Az Ercsu klán által támogatott császárjelöltet, Jüan Kungot elfogja és megmérgezteti.

### Korea
- Silla királysága elfoglalja és annektálja Kumgvan Kaja városállamot, a Kaja-szövetség vezető erejét.

## Születések
- Guntram, frank király

## Halálozások
- Október 17. – II. Bonifác pápa[1]
- Jüan Lang, Északi Vej császára
- Jüan Kung, Északi Vej császára
- Guntheuc, Chlodomer, majd I. Clothar frank királyok felesége
- Hüpatiosz, I. Anasztasziosz bizánci császár unokaöccse
- Szabbai Szent Szabbász, remete szerzetes

## Fordítás
- Ez a szócikk részben vagy egészben  a(z)   532 című angol Wikipédia-szócikk ezen változatának fordításán alapul.  Az eredeti cikk szerkesztőit annak laptörténete sorolja fel. Ez a jelzés csupán a megfogalmazás eredetét és a szerzői jogokat jelzi, nem szolgál a cikkben szereplő információk forrásmegjelöléseként.